# 沧海路
沧海路，是浙江省宁波市的一条道路，因成语沧海桑田而得名，其中曙光北路至江南路段为沧海北路，鄞县大道至鄞州大道段为沧海南路，潘火路至鄞州大道段原名宁横路、宁横南路，2015年改为现名，起点位于曙光北路，终点位于钱湖南路，南接庆元大道，曙光北路至江南路段于2005年通车，江南路至通途路段于1998年通车:335，2017年改造，通途路至民安路段于2008年通车，民安路至惊驾路段于2006年通车:209，惊驾路至宁穿路段于2010年通车，宁穿路至中山东路段于2006年通车:209，中山东路至百丈东路段于2003年通车:335，百丈东路至昌兴街段于2006年通车，昌兴街至兴宁路段于2013年通车，兴宁路至环城南路段于2009年通车，环城南路至鄞县大道段原为宁横公路的一部分，于1981年通车，1987年至1992年改造为水泥路面:1350，2005年再次改造:28，2008年完工，鄞县大道至鄞州大道段于2010年通车，鄞州大道至钱湖南路段于2021年通车。

## 主要相交道路
- 沧海北路：
  - 曙光北路
- 沧海路：
  - 江南路
  - 明新路
  - 明珠路
  - 通途路
  - 民安路
  - 惊驾路
  - 宁穿路
  - 中山东路
  - 百丈东路
  - 兴宁路
  - 永达路
  - 环城南路
  - 长寿东路
  - 嵩江东路
  - 四明东路
  - 贸城东路
- 沧海南路：
  - 鄞县大道
  - 湖下路
  - 首南东路
  - 鄞州大道
  - 句章东路
  - 钱湖南路
- 南接庆元大道